# OOK Kolubara
OOK Kolubara est un club serbe de volley-ball fondé en 1977 et basé à Lazarevac, évoluant pour la saison 2014-2015 en Superliga.

## Effectifs

### Saison 2014-2015
Entraîneur :  Ivan Radivojević